# Pasji ugriz
Pasji ugrizi ali napadi so napadi na ljudi s strani podivjanih ali domačih psov. Zaradi bližnje interakcije psov in ljudi v vsakdanjem življenju (predvsem kot hišni ljubljenčki), pasji ugrizi - z blagimi ali hujšimi poškodbami - so zelo pogosti. Poteka debata o tem ali so določene pasme psov dedno bolj nagnjene k napadu, ki povzroči resne poškodbe. (torej so instinktno in kot pasma nagnjeni k temu, da pod določenimi okoliščinami, z večjo verjetnostjo storijo hujši napad). Ne glede na pasmo psa, je znano, da je tveganje za nevarni pasji napad bolj verjetno glede na dejanja ljudi (kot so zanemarjanje ali treniranje za pretepe) ali nedejanja (kot brezbrižnost ko je zaprt in pod kontrolo). Hujši pasji ugrizi vsako leto vplivajo na več deset milijonov ljudi po svetu. Predpostavljeno je, da dva procenta ZDA prebivalstva, med 4.5-4.7 milijona ljudi, je ugizenih vsako leto. Večina ugrizov se zgodi pri otrocih. V 1980ih in 1990ih je ZDA imelo povprečje 17 smrtnih izidov letno, medtem ko v 2000ih se je to povprečje povečalo na 26. 77% pasjih ugrizov se zgodi zaradi prijateljevih ali družinskih psov, in 50% napadov ozemlju lastnika psa. Živalski ugrizi katerih večina je od psov so razlog za 1% obiskov na urgenci v ZDA.
Resnejši napadi so postali središče povečane medijske in javne pozornosti v 20. in 21. stoletju.

## Vplivi na zdravje
Oseba, ki jo je ugriznil pes, ki potencialno nosi kakšen virus ali virus stekline mora poiskati zdravniško pomoč. Pasji ugriz lahko povzroči resno bakterijsko okužbo mehkih tkiv in kosti (osteomyelitis), ki je lahko življenjsko ogrožujoča, če je ne zdravimo. Na leto zaradi stekline umre 55,000 ljudi, kjer je najpogostejši razlog pasji ugriz.
Capnocytophaga canimorsus transmission (bakterija) se sproži z ugrizom psa in lahko povzroči zastrupitev krvi pri bolnikih, ki imajo težave z vranico, pri starejših in pri ljudeh z oslabljenim imunskim sistemom. Empirično zdravljenje za to bakterijo mora biti izvedeno, če pride do globokega pasjega ugriza ali do pasjega ugriza v roko.

## Vzroki

### Človeško vedenje
Razmerje med psom in človekom temelji na brezpogojnem zaupanju, in če je to zaupanje izgubljeno ga je težko obnoviti. Kot zadnje zatočišče bo človek uporabil udarec, pes pa ugriz. Debela dlaka psa zavaruje pred ugrizi drugega psa, ljudje pa tega nimajo in tako pred urgrzi niso zavarovani. 
Veliko človeških vedenj (predvsem z ljudmi ki ne poznajo psov) je dejavnik za pasji ugriz. Večina psov se na to ne bo odzvala z agresijo, vendar nekateri pa se lahko. Taka vedenja vključujejo:
- Izzivanje s hrano in vodo. Na primer, umaknemo hrano stran od psa ali posredujemo med posodo kjer je hrana in pes. To je lahko povod za psa da postane agresiven.
- Napadanje psa ali njegovih spremljevalcev, ali poseganje v njegov teritorij. Psi imajo pogosto instinkt, da se branijo ali tiste, ki jih imajo za svoje bližnje (kar so lahko drugi psi, ljudje, mačke ali kakšne druge živali), in tudi do obrambe svojega teritorija. Pes je nepredvidljiv kadar je v bližini vsiljivec, še posebej ampak ne nujno vedno kadar je to vlomilec.
- Bolezen ali poškodba. Bolan ali poškodovan pes, ali starejša žival, kot ljudje lahko postanjeo sitni ali burno reagirajo in lahko razvijejo napetost.

### Pasje vedenje
Veliko posvojitvenih agencij izvaja teste agresije pri psih. Viri agresije vključujejo:
- Strah in samoobramba. Kot ljudje tudi psi reagirajo kadar so v strahu obrambno in napadejo zaradi samoobrambe, tudi če sploh niso napadeni. Že hitrost gibov, hrup, predmeti in posebni gibi kot je zamah z roko ali da vstanemo lahko izzovejo reakcijo psa. Veliko rešenih psov je bilo zlorabljenih in pri nekaterih se določeni gibi, hrup, predmeti vtisnejo v spomin in jih spominjajo na preteklost kar ni redko.
- Teritorialnost in posesivnost. Agresivna posesivnot je ena izmed bolj pomemnih za testiranje, saj je najbolj povezna z ugrizi, predvsem pri ugrizih otrok.
- Bolečina ali bolezen. Glej zgoraj. Bolečina in bolezen sta lahko povod za napad psa.